# Claudia Sheinbaum
Claudia Sheinbaum Pardo (Mexico City, 24. lipnja 1962.) meksička je znanstvenica i političarka, te predsjednica Meksika od 2024. godine. Bila je gradonačelnica Tlalpana od 2015. do 2018. godine. Na čelu vlade Mexico Cityja bila je od 2018. do 2023. godine. Ona je prva žena i prva Židovka koja je izabrana za čelnicu Mexico Cityja. Članica je Pokreta nacionalne obnove (Morena).
Sheinbaum se uspješno kandidirala za predsjednicu na općim izborima 2024. godine. Ona bi 1. listopada 2024. trebala postati prva žena i prva Židovka koja obnaša dužnost predsjednice Meksika.

## Raniji život
Claudia Sheinbaum Pardo rođena je u Mexico Cityju, 24. lipnja 1962. Roditelji njezina oca su Aškenazi i emigrirali su iz Litve u Mexico City 1920-ih. Majčina strana obitelji je sefardskog porijekla, a u Meksiko su došli iz Sofije 1940-ih, bježeći od Holokausta.
Oba roditelja su joj znanstvenici: majka, Annie Pardo Cemo, profesorica je biologije na Nacionalnom autonomnom sveučilištu Meksika, a otac, Carlos Sheinbaum Yoselevitz, kemijski je inženjer.
Sheinbaum ima starijeg brata, Julia, koji je istraživač fizičke oceanografije, te mlađu sestru Adrianu, koja je učiteljica u SAD-u.
Dok je studirala na Nacionalnom autonomnom sveučilištu Meksika, Sheinbaum je bila članica Studentskog vijeća.
Rad za svoju doktorsku disertaciju iz energetskog inženjeringa završila je 1994. godine na Sveučilištu u Berkeleyju.

## Akademski rad
Godine 1995. pridružila se Institutu za inženjerstvo Nacionalnog autonomnog sveučilišta Meksika. Godine 1999. dobila je nagradu najboljeg mladog istraživača UNAM-a u inženjerstvu i tehnološkim inovacijama.
Godine 2007. pridružila se Međuvladinom panelu o klimatskim promjenama (IPCC) pri Ujedinjenim narodima u području energetike i industrije. Bila je koautorica na temi "Ublažavanje klimatskih promjena" Grupa je te 2007. godine dobila Nobelovu nagradu za mir. Godine 2013. bila je koautorica petog izvješća IPCC-a zajedno s 11 drugih stručnjaka. 

## Politička karijera
Bila je tajnica za okoliš Mexico Cityja od 2000. do 2006. godine tijekom mandata gradonačelnika Andrésa Manuela Lópeza Obradora. Bila je 7. šefica delegacije Tlalpana od 2015. do 2017. Godine 2014. pridružila se stranci Morena, koja se odvojila od glavne meksičke ljevičarske stranke, Stranke demokratske revolucije.

### Vođa Vlade Mexico Cityja (2018. – 2023.)
Godine 2018. Sheinbaum je izabrana za vođu Vlade Mexico Cityja. Tijekom svog mandata, usredotočila se na politiku poboljšanja kvalitete vode u gradu, politiku zaštite okoliša, te unapređenje gradskog prometnog sustava. Godine 2023. uvrštena je među 100 žena BBC-ja. Podnijela je ostavku na ovu poziciju u lipnju 2023.
Sheinbaum sebe naziva feministicom. Pobornica je LGBT prava i osmislila je rodno neutralnu politiku za školske uniforme dok je bila gradonačelnica Mexico Cityja. Godine 2022. postala je prva predsjednica vlade Mexico Cityja koja je prisustvovala gradskoj povorci ponosa.

### Predsjednička kampanja 2024.
U lipnju 2023. dala je ostavku na mjesto predsjednice vlade grada kako bi se kandidirala na predsjedničkim izborima Meksika kao kandidatkinja stranke Morena.
Dana 6. rujna 2023. službeno je izabrana za stranačku kandidatkinju na unutarstranačkim izborima 2024., pobijedivši bivšeg ministra vanjskih poslova Marcela Ebrarda. Sheinbaum je kritizirala neoliberalnu ekonomsku politiku bivših predsjednika Meksika, rekavši da je ona uzrokovala nejednakost u zemlji.
Dana 2. lipnja 2024. Sheinbaum je uvjerljivo pobijedila na izborima za predsjednika. Dobila najveći broj glasova ikada zabilježen na izborima u meksičkoj povijesti, nadmašivši rekord Lópeza Obradora od 30,1 milijuna glasova 2018. godine. Također je dobila najveći postotak glasova od 1982. godine i pobijedila je u 31 od 32 savezne države, a Aguascalientes je jedina savezna država koju je osvojio njezin protivnik Xóchitl Gálvez.

### Predsjedništvo (2024.–danas)
Sheinbaum će biti inaugurirana kao 66. predsjednica Meksika 1. listopada 2024.

## Osobni život
Godine 1986. Sheinbaum je upoznala političara Carlosa Ímaza Gisperta, s kojim je bila u braku od 1987. do 2016. godine. Imaju kćer Marianu. Također je maćeha sinu Ímaza Gisperta iz prethodnog braka, Rodrigu.
Godine 2016. započela je vezu s Jesúsom Maríom Tarribom, analitičarom financijskih rizika. U studenom 2023. Sheinbaum je na društvenim mrežama objavila da su se vjenčali.
Tijekom pandemije COVID-19 u Meksiku, Sheinbaum je bila pozitivna u listopadu 2020.